# Snoopified
Snoopified je album najboljih hitova repera Snoop Dogga objavljen 2005. godine. Album sadržava hitove koji su snimljeni na No Limit i Priority izdavačkim kućama.

## Popis pjesama
| #  | Naziv                             | Gost(i)                                        | Producent(i)                         |
| -- | --------------------------------- | ---------------------------------------------- | ------------------------------------ |
| 1  | Beautiful                         | Pharrell/Uncle Charlie Wilson                  | The Neptunes                         |
| 2  | Snoop Dogg (What's My Name Pt. 2) |                                                | Timbaland                            |
| 3  | Woof                              | Mystikal/Fiend                                 | Master P and Craig B                 |
| 4  | Lay Low                           | Master P/Nate Dogg/Butch Cassidy/Tha Eastsidaz | Dr. Dre & Mike Elizondo              |
| 5  | Down 4 My N's                     | C-Murder/Magic                                 | KLC                                  |
| 6  | From tha Chuuuch to da Palace     | Pharrell                                       | The Neptunes                         |
| 7  | Bitch Please                      | Xzibit/Nate Dogg                               | Dr. Dre                              |
| 8  | Still a G Thang                   |                                                | Meech Wells                          |
| 9  | Just Dippin'                      | Dr. Dre/Jewell                                 | Dr. Dre                              |
| 10 | Wrong Idea                        | Bad Azz/Kokane/Lil' ½ Dead                     | Jelly Roll                           |
| 11 | Stoplight                         |                                                | Jelly Roll                           |
| 12 | Snoopafella                       |                                                | Ant Banks                            |
| 13 | The One and Only                  |                                                | DJ Premier                           |
| 14 | Loosen' Control                   | Butch Cassidy                                  | Soopafly                             |
| 15 | Gin & Juice II                    |                                                | Carlos Stephens                      |
| 16 | Stacey Adams                      | Kokane                                         | Battlecat                            |
| 17 | Ride On/Caught Up!                | Kurupt                                         | Marc N Tha Dark, Snoop Dogg, DJ Quik |
| 18 | G Bedtime Stories                 |                                                | Meech Wells                          |
| 19 | Hell Yeah                         | WC                                             | Bink!                                |

## Top liste
| Album        | Pozicije na top listama | Pozicije na top listama | Pozicije na top listama | Pozicije na top listama | Pozicije na top listama | Pozicije na top listama      |
| Album        | Billboard Hot 200       | Top R&B/Hip-Hop Albums  | Top Rap Albums          | UK Top 75 Albums        | Switzerland Top 100     | France Top 40 (compilations) |
| ------------ | ----------------------- | ----------------------- | ----------------------- | ----------------------- | ----------------------- | ---------------------------- |
| "Snoopified" | 121                     | 44                      | 21                      | 50                      | 100                     | 19                           |